# Azzedine Mihoubi

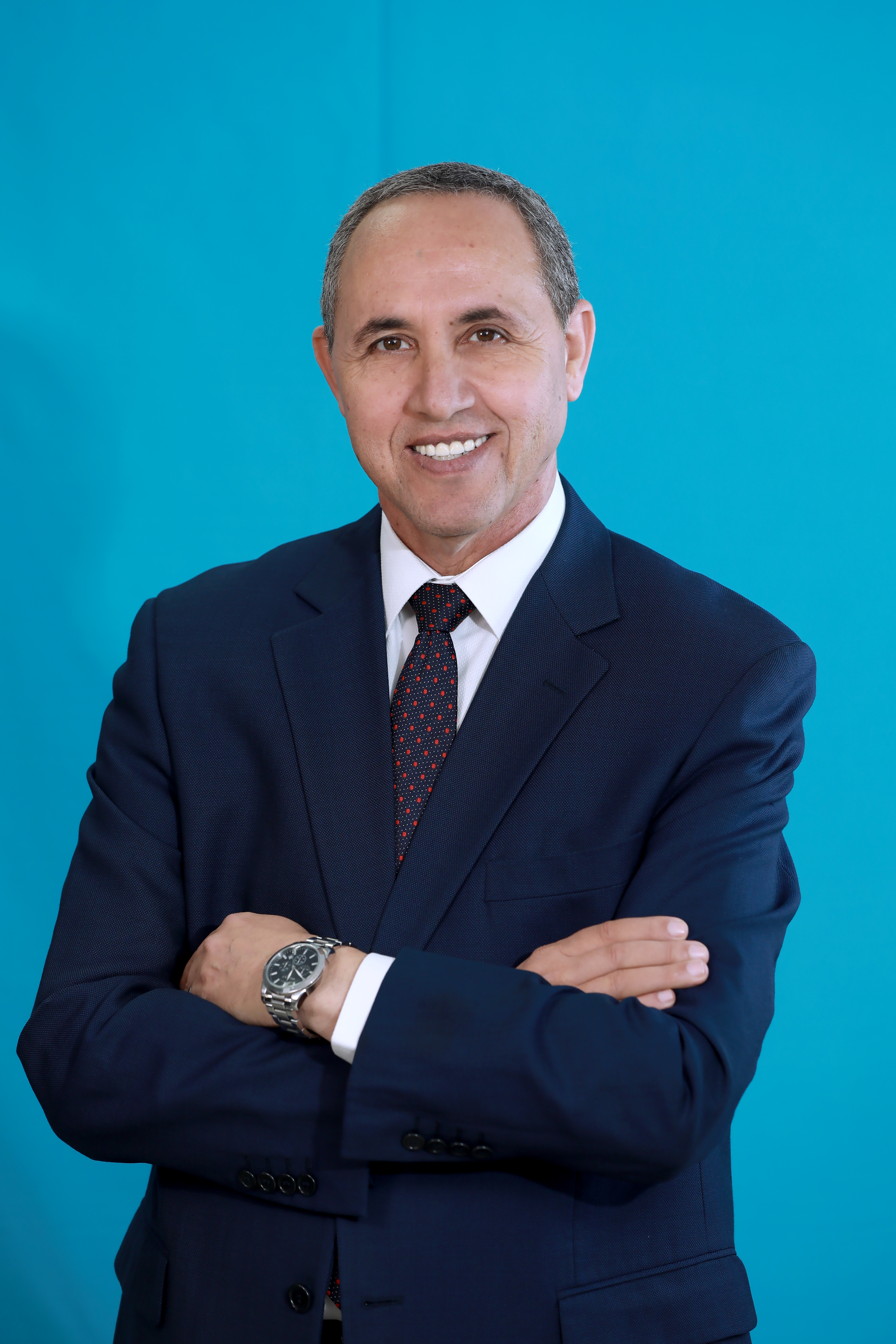
Azzedine Mihoubi

Azzedine Mihoubi (arabisch عز الدين ميهوبي, DMG ʿIzz ad-Dīn Mīhūbī; * 1. Januar 1959 in Aïn Khadra, Provinz M'Sila, damals Französisch-Algerien, heute Algerien) ist ein algerischer Journalist, Autor und Politiker.

## Leben
Mihoubi studierte in den Jahren 1979 bis 1984 die Fächer Journalismus und Bildhauerei an der algerischen École nationale d’administration d’Alger, die er 1984 mit einer Promotion abschloss. Von 1986 bis 1990 war er als Büroleiter der Zeitung Ech-chaab in Sétif tätig, bevor er von 1990 bis 1992 dort Chefredakteur wurde. Nach einiger Zeit als Herausgeber einer privaten Sportzeitung wurde er in den Jahren 1997 bis 2002 Abgeordneter in der Nationalen Volksversammlung, dem Parlament seiner Heimat. Von 2006 bis 2008 leitete er das Algerische Radio, von 2010 bis 2013 dann die Nationalbibliothek Algeriens. Ab 2015 war er Kulturminister des Landes.
Bei der Präsidentschaftswahl im Dezember 2019 erhielt er 7,26 % der Stimmen, womit er Rang 4 belegte.

## Veröffentlichungen
Mihoubi veröffentlichte bisher vier Romane und mehrere Gedichtsammlungen. Er erhielt verschiedene Preise und Auszeichnungen.